# Ruffey-le-Château
Ruffey-le-Château é uma comuna francesa na região administrativa de Borgonha-Franco-Condado, no departamento de Doubs. Estende-se por uma área de 7,25 km². Em 2010 a comuna tinha 372 habitantes (densidade: 51,3 hab./km²).